# Davor Dominiković
Davor Dominiković (* 7. April 1978 in Metković, Jugoslawien) ist ein kroatischer Handballtrainer und ehemaliger Handballspieler.

## Spielerkarriere

### Verein
Dominiković spielte in seiner Heimat beim RK Metković und beim RK Zagreb. Mit dem Hauptstadtklub gewann er 1998 und 1999 die kroatische Meisterschaft und den Pokal. Zudem erreichte er in der EHF Champions League 1997/98 und 1998/99 das Finale, das jeweils gegen den FC Barcelona verloren wurde. Im Anschluss kehrte er zurück zu Metković, mit dem er im EHF-Pokal 1999/2000 die SG Flensburg-Handewitt im Finale aufgrund der Auswärtstorregel besiegte. Auch in der folgenden Saison stand er im Endspiel um den EHF-Pokal 2000/01, wo Metković dem SC Magdeburg unterlag. In der heimischen Liga wurde der Titel in der Saison 2001/02 nachträglich aberkannt.
Von 2002 bis 2004 lief er für die Bundesligisten THW Kiel und SG Kronau/Östringen auf. Im Sommer 2004 wechselte er zum spanischen Zweitligisten Algeciras BM, wo er schon im November 2004 vom FC Barcelona abgeworben wurde. Mit Barcelona gewann er in seinem dritten Anlauf die Champions League sowie 2006 die spanische Meisterschaft. Zur Saison 2006/07 wechselte er zu Portland San Antonio, wo er einen Vertrag bis 2010 besaß. Anschließend unterschrieb der linke Rückraumspieler einen Vertrag beim französischen Erstligisten Paris HB. Nach nur einer Saison in Paris schloss er sich dem Ligarivalen US Ivry HB an. Im Sommer 2013 löste er seinen Vertrag mit Ivry und unterschrieb einen Vertrag beim HSV Hamburg, wo er fast ausschließlich in der Abwehr eingesetzt wurde. Im November 2015 wechselte er zum HBW Balingen-Weilstetten, wo er 2017 seine Karriere als Spieler beendete.

### Nationalmannschaft
Mit der kroatischen Nationalmannschaft gewann er die Weltmeisterschaft 2003 in Portugal und eine Goldmedaille bei den Olympischen Spielen 2004 in Athen. Er hat in insgesamt 174 Länderspielen 205 Tore erzielt.
Kurz vor der Weltmeisterschaft 2007 stand Dominiković unter Dopingverdacht, da seine A-Probe ein positives Ergebnis lieferte. Jedoch stellte sich kurze Zeit später heraus, dass das untersuchende spanische Labor die Proben verwechselt hatte, wodurch seine Unschuld bewiesen war. 2014 wurden ihm dafür vom obersten spanischen Gerichtshof 150.000 Euro Schadensersatz zugesprochen.

## Trainerkarriere

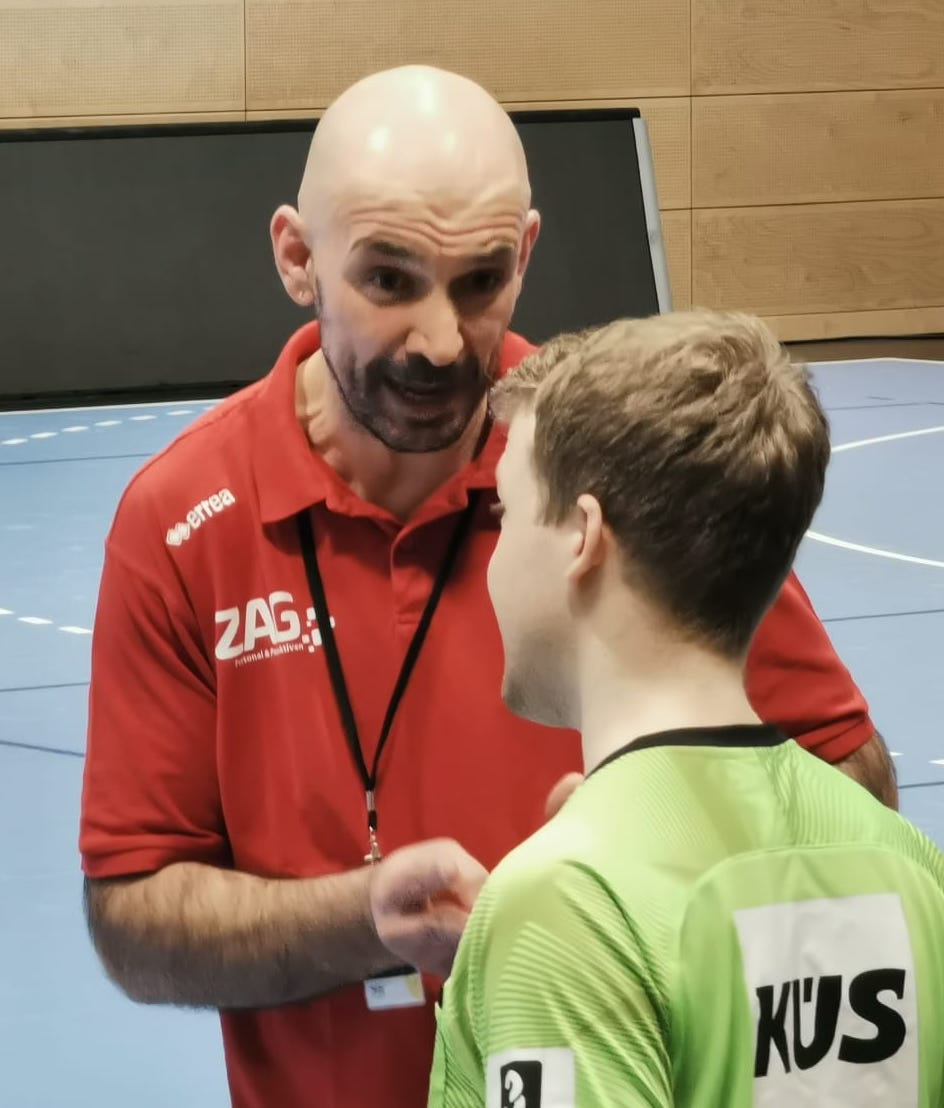
Dominiković als Trainer von TuS Vinnhorst beim Heimspiel am 9. März 2022 gegen HSV Hannover im Gespräch mit einem Schiedsrichter

Im Sommer 2017 beendete Dominiković seine Karriere und übernahm das Co-Traineramt des kroatischen Erstligisten RK Dubrava. Ab der Saison 2018/19 trainierte er den Ligakonkurrenten MRK Sesvete. Ebenfalls 2018 übernahm er das Traineramt der kroatischen U21-Nationalmannschaft. Nachdem MRK Sesvete einen missratenen Start in die Saison 2019/20 erwischt hatte, trat Dominiković im November 2019 von seinem Traineramt zurück. Zur Saison 2020/21 übernahm er den deutschen Drittligisten TuS Vinnhorst. Unter seiner Leitung stieg Vinnhorst im Jahr 2023 in die 2. Bundesliga auf. Ein Jahr später trat er mit der Mannschaft den Gang in die Drittklassigkeit an. Nach der Saison 2024/25 wird er den TuS Vinnhorst verlassen.

## Erfolge

### Spieler
- Kroatischer Meister mit RK Zagreb 1998 und 1999
- Kroatischer Pokalsieger mit RK Zagreb 1998 und 1999 sowie RK Metković 2001 und 2002
- EHF-Pokalsieger 2000
  - EHF-Pokalfinalist 2001
- EHF-Champions-League-Sieger 2005
  - Champions-League-Finalist 1998 und 1999
- Spanischer Meister 2006
- Weltmeister 2003
- Vizeweltmeister 2005
- Olympiasieger 2004
- Vizeeuropameister 2008

### Trainer
- U-21-Vizeweltmeister 2019[14]

## Bundesligabilanz
| Saison    | Verein                   | Spielklasse | Spiele | Tore | 7-Meter | Feldtore |
| --------- | ------------------------ | ----------- | ------ | ---- | ------- | -------- |
| 2002/03   | THW Kiel                 | Bundesliga  | 033    | 062  | 0       | 062      |
| 2003/04   | SG Kronau/Östringen      | Bundesliga  | 031    | 122  | 20      | 102      |
| 2013/14   | HSV Hamburg              | Bundesliga  | 032    | 014  | 0       | 014      |
| 2014/15   | HSV Hamburg              | Bundesliga  | 029    | 004  | 0       | 004      |
| 2015/16   | HBW Balingen-Weilstetten | Bundesliga  | 018    | 000  | 0       | 000      |
| 2002–2016 | gesamt                   | Bundesliga  | 143    | 202  | 20      | 182      |